# Damická lípa u potoka
Damická lípa u potoka je památný strom lípa velkolistá (Tilia platyphyllos) v Doupovských horách v Přírodním parku Stráž nad Ohří. 
Roste v nadmořské výšce 395 m v promáčené louce při břehu nepojmenovaného potoka asi 350 m severovýchodně od Damic na území obce Krásný Les v okrese Karlovy Vary v Karlovarském kraji. Lípa měla mohutnou pravidelnou korunu. Dutý a prasklý kmen neudržel váhu silných kosterních větví a koruna se ulomila. Ze stromu zůstalo jen nízké duté torzo. Strom měl obdivuhodnou vitalitu a dokázal za 15 let obrůst větvemi a vytvořit novou mohutnou sekundární korunu.
Obvod kmene je 582 cm a koruna dosahuje výšky 16 m (měření 2014). V roce 2008 byla provedena redukce koruny a zdravotní řez.
Bývalý hraniční strom je chráněn od roku 2008 jako esteticky a historicky zajímavý strom s významným vzrůstem.

## Stromy v okolí
- Damický kaštanovník
- Vojkovická lípa